# Сант Кугат дел Ваљес
Сант Кугат дел Ваљес (шп. Sant Cugat del Vallès) град је у Шпанији у аутономној заједници Каталонија у покрајини Барселона. Према процени из 2008. у граду је живело 76.274 становника.

## Становништво
Према процени, у граду је 2008. живело 76.274 становника.
| 1991.  | 2001.  |
| ------ | ------ |
| 38.937 | 60.265 |

## Партнерски градови
- Алба